# Cordenons
Cordenons (friülà Cordenons ) és un municipi italià, dins de la província de Pordenone. L'any 2007 tenia 18.476 habitants. Limita amb els municipis de Pordenone, San Giorgio della Richinvelda, San Quirino, Vivaro i Zoppola.

## Administració
| Període | Identitat      | Partit |
| ------- | -------------- | ------ |
| 2004-   | Carlo Mucignat | PD     |